# Ambulansflyg

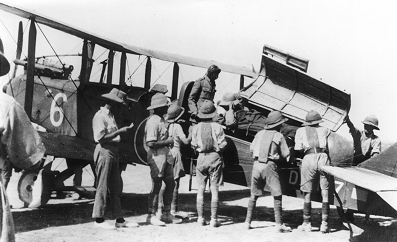
En brittisk De Havilland DH 9 som flygambulans i kolonialkrig i Somaliland 1920

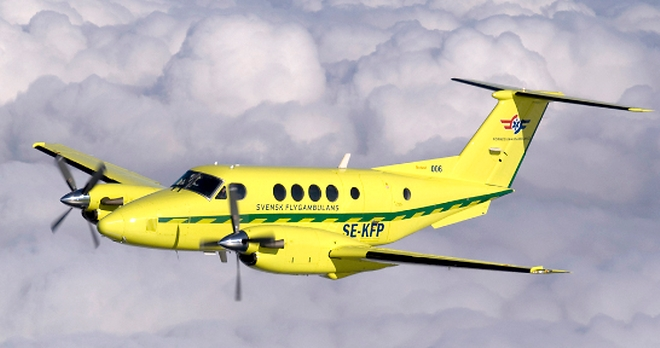
Ett ambulansflygplan av typ Beechcraft Super King Air

Ambulansflyg eller luftambulans är transporter av skadade och sjuka med en luftfarkost.
För primärtransporter, till sjukhus från olycksplats eller hemmet eller annan plats där vårdbehövande finns, används normalt helikoptrar av olika storleksklass. För sekundärtransporter, det vill säga transporter av patienter som redan har kommit under vård och är medicinskt stabiliserade, i regel mellan sjukhus, används antingen helikopter eller ambulansflygplan beroende på transportavstånd, transporttider och andra omständigheter.
För stora transportbehov, eller transport över långa avstånd, av svårt skadade vid till exempel krigshändelser, terroristdåd eller andra katastrofer, kan specialiserade stora transportflygplan eller konverterade passagerarflygplan användas med intensivvårdskapacitet för flera patienter. 
Användning av flygande ambulanser utvecklades först inom militärväsendet. Inom detta, och ibland också civilt, används begreppet Medevac, vilket som militärt begrepp omfattar avtransport av sårade med alla slags specialiserade sjuktransportfordon.

## Ambulansflygplan
Huvudartikel: Ambulansflygplan
Det första ambulansflyget inrättades av USA, Storbritannien och i Frankrike under första världskriget. Till exempel är det första brittiska utnyttjandet av flygambulans 1917 i Mellanöstern, då en skottskadad soldat i Imperial Camel Corps flögs till ett sjukhus i en De Havilland DH 9 i en 45 minuter lång flygtur, att jämföra med att det beräknas att en landtransport skulle ha tagit ungefär tre dagar. 
Under spanska inbördeskriget fanns ett organiserat militärt ambulansflyg för evakuering av sårade till Tyskland.

## Ambulanshelikoptrar
Huvudartikel: Ambulanshelikopter

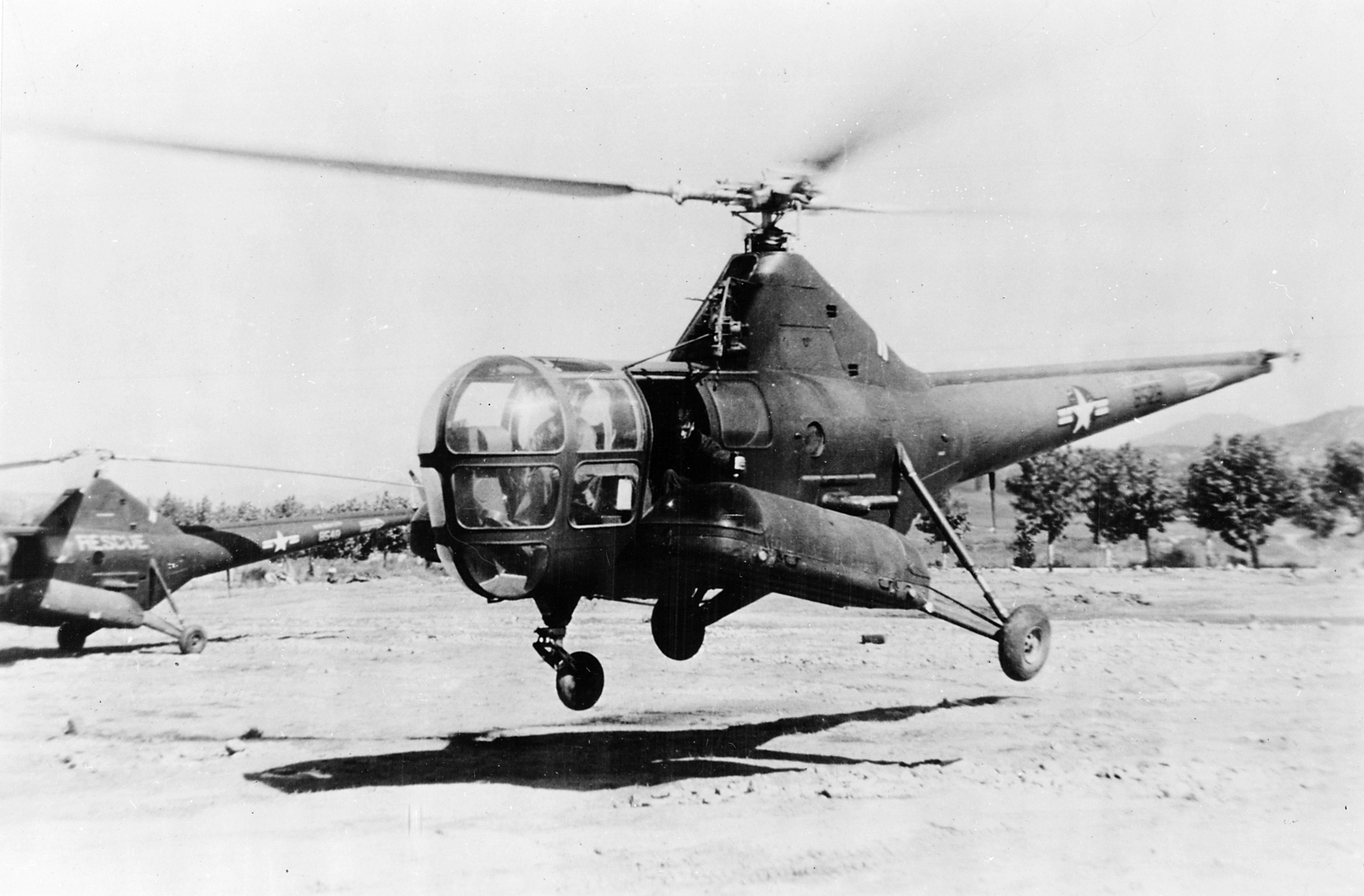
Amerikansk militär räddnings- och ambulanshelikoptrar av typ Sikorsky H-5G i Korea 1952

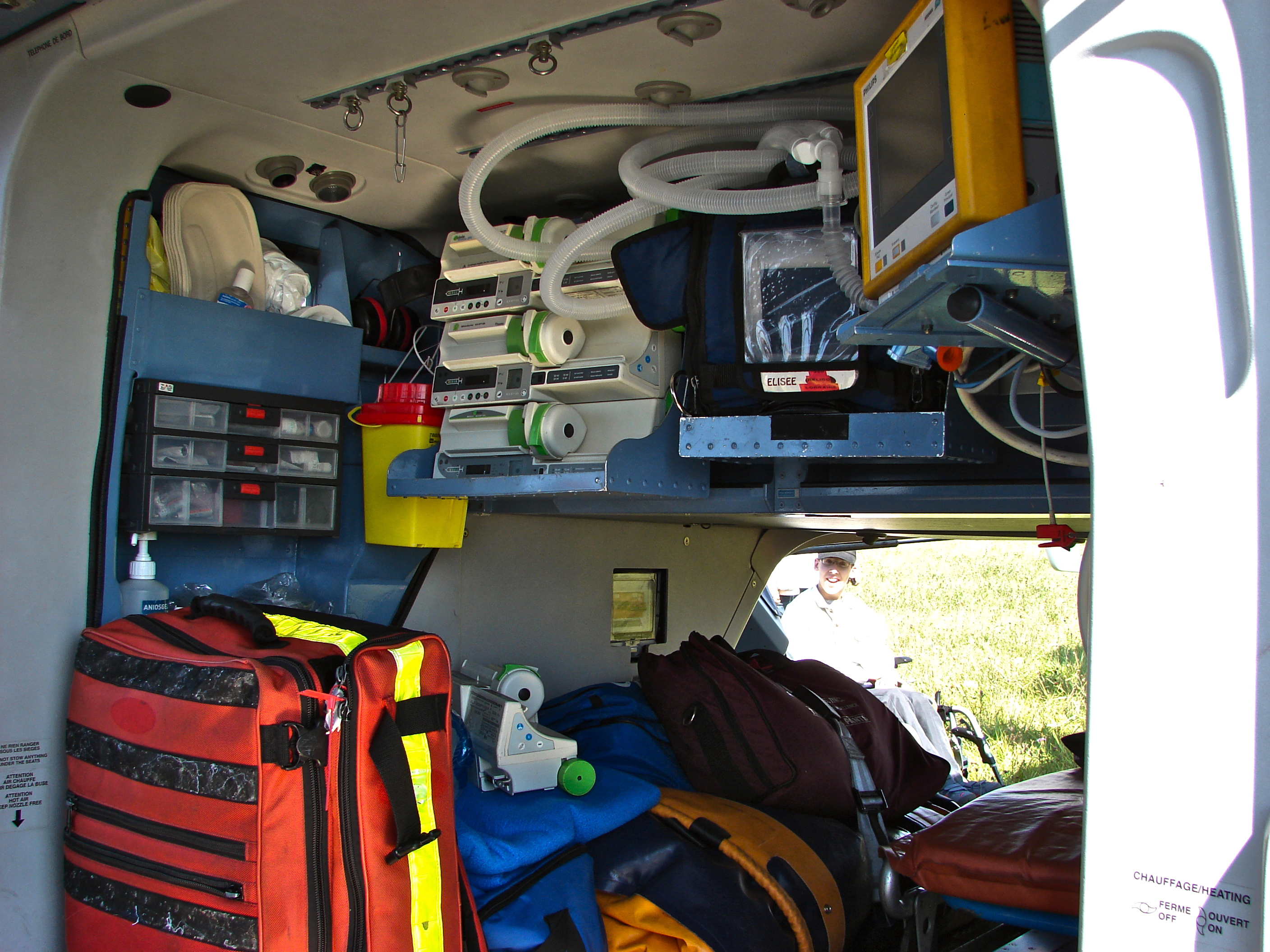
Inredning i fransk ambulanshelikopter av typ Eurocopter EC 135

Den första kända användningen av helikoptrar för evakuering av sårade var när tre skadade brittiska soldater evakuerades med en Sikorskyhelikopter av amerikanska arméns Sikorskyhelikoptrar i Burma under andra världskriget. Den första systematiska användningen var av USA under Koreakriget 1950-53.
Den första civila sjukhusbaserade ambulanshelikoptertjänsten började vid St. Anthony Hospital i Denver i USA 1972.

## Sverige

### Ambulanshelikoptrar

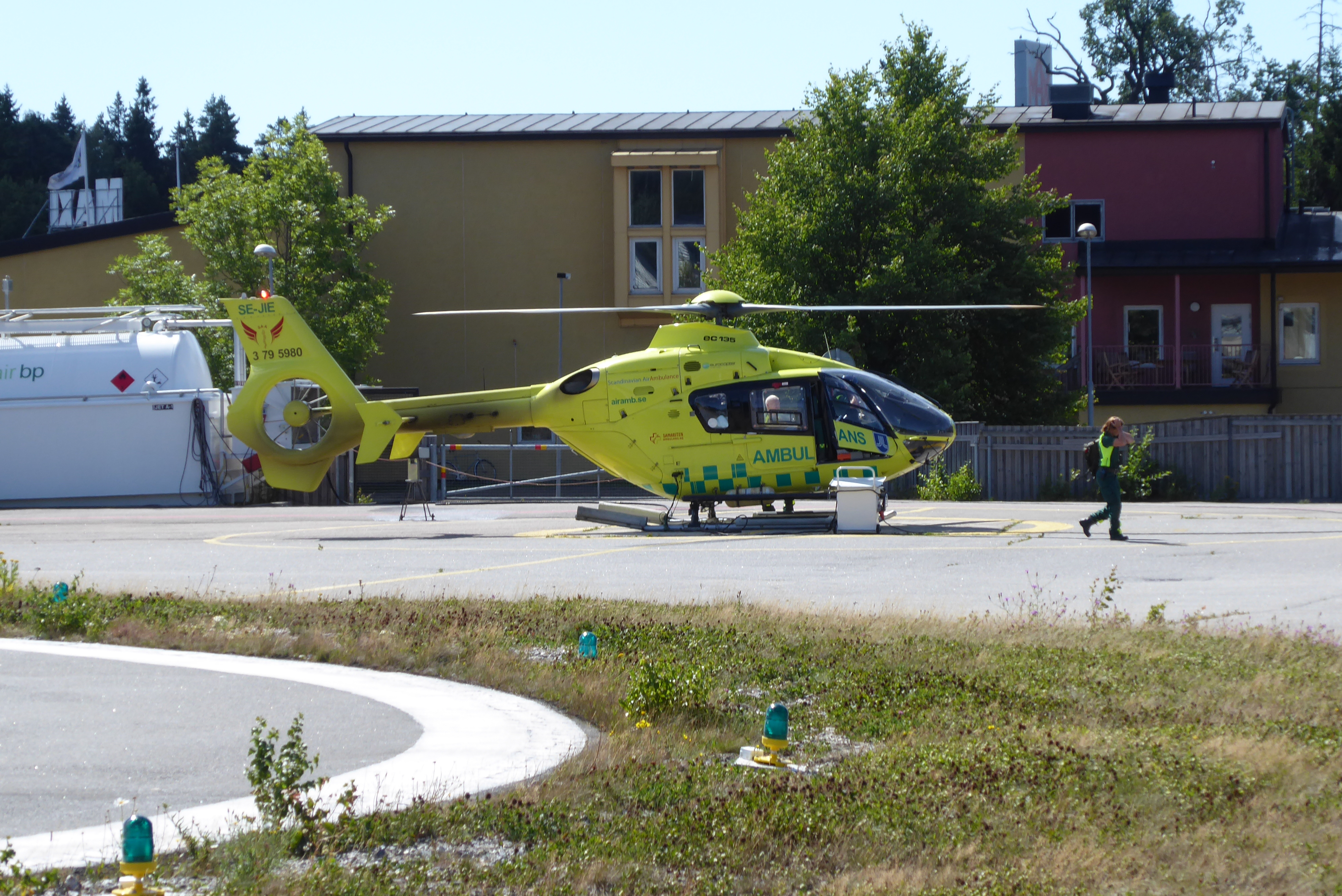
Ambulanshelikopter av typ Eurocopter EC135 på Mölnvik heliport 2016

I Sverige ansvarar de olika landstingen för ambulanshelikoptertransporter. Vissa landsting har valt att genom upphandling under en flerårsperiod av privat och för detta ändamål dedikerad helikopter, eller beträffande Landstinget i Värmlands län en egenägd helikopter, garantera beredskap, andra landsting köper helikoptertjänster på en spot-marknad. Det finns i Sverige sju fast tjänstgörande ambulanshelikoptrar, vilka är små helikoptrar eller helikoptrar av mellanklass. En av dem, vilken arbetar för Uppsala läns landsting, är en helikopter avsedd också för intensivvårdstransporter.
Upphandling av helikoptertjänster sker av varje landsting för sig, och dessa kan också ha avtal mellan sig om respektive helikopters utnyttjande. De privata helikoptrarna opereras av, eller har opererats av, Scandinavian MediCopter (Scandinavian Air Ambulance) och Norrlandsflyg Ambulans.

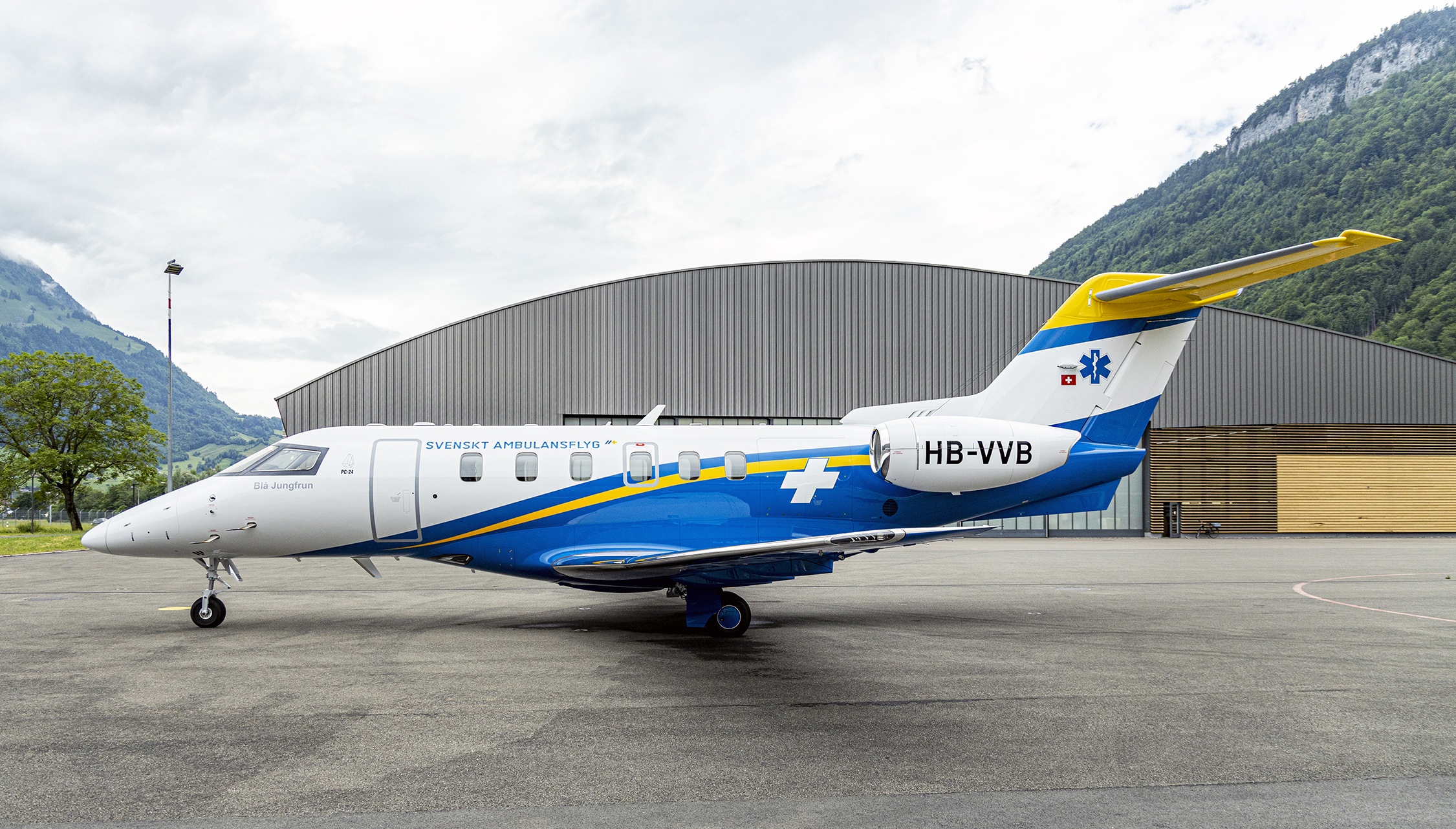
Ambulansflygplan av modellen PC-24 används av Kommunalförbundet Svenskt Ambulansflyg, som utför uppdrag för Sveriges 21 regioner.

Före försvarsbeslutet 2000 användes också Försvarsmaktens helikoptrar regelmässigt för civila ändamål, däribland för ambulanstransporter med Lycksele som bas. Därefter har denna användning successivt avvecklats.

### Ambulansflygplan
Ambulansflygplan har i Sverige till början av 2020-talet upphandlats från privata flygbolag. 2016 bildade Sveriges samtliga regioner Kommunalförbundet Svenskt Ambulansflyg att för medlemmarna tillhandahålla ambulansflyg. Verksamheten är operativ med nationellt uppdrag sedan februari 2022.  
Ambulansflygplan används för att transportera patienter på långa avstånd mellan sjukhus därutöver läkarteam med utrustning eller exempelvis organ. 
Aktör med nationellt uppdrag i Sverige är Kommunalförbundet Svenskt Ambulansflyg med uppemot 4000 uppdrag årligen med flygplanstypen Pilatus PC-24. 
Exempel på privat aktör är Grafair och exempel på tidigare aktör är Scandinavian Air Ambulance, med Beechcraft Super King Air och en Learjet 35.
Från 2016 har Sveriges samtliga 21 regioner haft upp en gemensam organisation för ambulansflygverksamhet, Kommunalförbundet Svenskt ambulansflyg, med säte i Västerbotten på Norrlands universitetssjukhus i Umeå. Ändamål och uppdrag är att för medlemmarna tillhandahålla ambulansflyg samt samordna och koordinera densamma.

### Svensk beredskapsorganisationen för massevakuering av skadade
Huvudartikel: Svenska nationella ambulansflyget 
Svenska nationella ambulansflyget fanns som  beredskapsorganisation från 2008. Det användes vid större olyckor, katastrofer eller terroristattacker. Staten hade ett avtal med SAS, enligt vilket flygbolaget vid begäran på Arlanda flygplats på sex timmar skulle ändra inredningen av ett flygplan av typ Boeing 737-800 till intensivsjukvårdstransport för en specifik omedelbar insats. 
En till ambulansflygplan Boeing 737-800 kan ta upp till tolv liggande skadade, varav upp till sex patienter i intensivsjukvård i ett mobila intensivvårdssystem med speciella bårar. Dessa har egna batterier och egen syrgas och kan lyftas in och ur flygplanet med patienterna hela tiden syrgasförsörjda. Detta gör att patienten kan komma till vård på sjukhus utan att behöva flyttas mellan bårar vid byte av transportmedel. Utöver de liggande patienterna, kan flygplanet ta tjugo sittande patienter eller andra passagerare.
Flygplanet bemannas med en flygplansbesättning med två piloter, två tekniker och tre personer som kabinbesättning. Till detta kommer sjukvårdspersonal och tjänstemän som administrerar flyginsatsen. Sjukvårdspersonalen planeras normalt vara sju-åtta läkare och elva specialistsjuksköterskor. För att organisera insatsen medföljer en insatskoordinator samt en så kallad Turn Around Coordinator från flygbolaget.